# Campionati mondiali femminili di sollevamento pesi 1987
I Campionati mondiali femminili di sollevamento pesi 1987, 1ª edizione della manifestazione, si svolsero a Daytona Beach dal 30 ottobre al 1º novembre; in precedenza, si tenne anche la 61ª edizione maschile dei campionati, che si svolsero in una sede diversa, ad Ostrava.

## Titoli in palio
| Categoria            | Eventi         | Atlete |
| -------------------- | -------------- | ------ |
| Pesi mosca           | Fino a 44 kg   | 10     |
| Pesi gallo           | Fino a 48 kg   | 9      |
| Pesi piuma           | Fino a 52 kg   | 11     |
| Pesi leggeri         | Fino a 56 kg   | 13     |
| Pesi medi            | Fino a 60 kg   | 16     |
| Pesi massimi leggeri | Fino a 67.5 kg | 20     |
| Pesi mediomassimi    | Fino a 75 kg   | 11     |
| Pesi massimi         | Fino a 82.5 kg | 6      |
| Pesi supermassimi    | Oltre 82.5 kg  | 4      |

## Nazioni partecipanti
Le nazioni che hanno partecipato ai campionati furono 22 per un totale di 100 atlete partecipanti. Tra parentesi le partecipanti per nazione.
- Antille Olandesi (1)
- Australia (4)
- Bulgaria (6)
- Camerun (2)
- Canada (9)
- Cina (9)
- Corea del Sud (3)
- Finlandia (3)
- Francia (3)
- Giappone (4)
- Indonesia (3)
- Islanda (1)
- Israele (1)
- Italia (4)
- Messico (8)
- Norvegia (3)
- Regno Unito (9)
- Spagna (4)
- Stati Uniti (9)
- Taipei cinese (7)
- Ungheria (6)
- Uruguay (1)

## Risultati
| Evento   | Oro             | Oro      | Argento               | Argento  | Bronzo             | Bronzo   |
| 44 kg    | 44 kg           | 44 kg    | 44 kg                 | 44 kg    | 44 kg              | 44 kg    |
| -------- | --------------- | -------- | --------------------- | -------- | ------------------ | -------- |
| Strappo  | Cai Jun         | 70,0 kg  | Chen Aizhen           | 62,5 kg  | Sibby Harris       | 50,0 kg  |
| Slancio  | Chen Aizhen     | 75,0 kg  | Cai Jun               | 75,0 kg  | Sibby Harris       | 65,0 kg  |
| Totale   | Cai Jun         | 145,0 kg | Chen Aizhen           | 137,5 kg | Sibby Harris       | 115,0 kg |
| 48 kg    |                 |          |                       |          |                    |          |
| Strappo  | Huang Xiaoyu    | 75,0 kg  | Robin Byrd            | 62,5 kg  | Sandra Gómez       | 52,5 kg  |
| Slancio  | Huang Xiaoyu    | 95,0 kg  | Robin Byrd            | 75,0 kg  | Sandra Gómez       | 70,0 kg  |
| Totale   | Huang Xiaoyu    | 170,0 kg | Robin Byrd            | 137,5 kg | Sandra Gómez       | 122,5 kg |
| 52 kg    |                 |          |                       |          |                    |          |
| Strappo  | Yan Zhangqun    | 67,5 kg  | Margarita Babadžanova | 65,0 kg  | Rachel Silverman   | 55,0 kg  |
| Slancio  | Yan Zhangqun    | 90,0 kg  | Margarita Babadžanova | 82,5 kg  | Rachel Silverman   | 77,5 kg  |
| Totale   | Yan Zhangqun    | 157,5 kg | Margarita Babadžanova | 147,5 kg | Rachel Silverman   | 132,5 kg |
| 56 kg    |                 |          |                       |          |                    |          |
| Strappo  | Cui Aihong      | 75,0 kg  | Won Soon-yi           | 65,0 kg  | Stéphanie Genna    | 62,5 kg  |
| Slancio  | Cui Aihong      | 85,0 kg  | Marie Forteath        | 80,0 kg  | Stéphanie Genna    | 80,0 kg  |
| Totale   | Cui Aihong      | 160,0 kg | Won Soon-yi           | 145,0 kg | Stéphanie Genna    | 142,5 kg |
| 60 kg    |                 |          |                       |          |                    |          |
| Strappo  | Zeng Xinling    | 75,0 kg  | Gabriela Dimitrova    | 75,0 kg  | Ibolya Torma       | 72,5 kg  |
| Slancio  | Zeng Xinling    | 105,0 kg | Ibolya Torma          | 100,0 kg | Gabriela Dimitrova | 92,5 kg  |
| Totale   | Zeng Xinling    | 180,0 kg | Ibolya Torma          | 172,5 kg | Gabriela Dimitrova | 167,5 kg |
| 67,5 kg  |                 |          |                       |          |                    |          |
| Strappo  | Arlys Kovach    | 80,0 kg  | Senka Asenova         | 80,0 kg  | Gao Lijuan         | 77,5 kg  |
| Slancio  | Gao Lijuan      | 102,5 kg | Jeanette Rose         | 100,0 kg | Arlys Kovach       | 100,0 kg |
| Totale   | Gao Lijuan      | 180,0 kg | Arlys Kovach          | 180,0 kg | Senka Asenova      | 180,0 kg |
| 75 kg    |                 |          |                       |          |                    |          |
| Strappo  | Tanja Dimitrova | 92,5 kg  | Li Hongling           | 90,0 kg  | Mária Takács       | 87,5 kg  |
| Slancio  | Li Hongling     | 120,0 kg | Mária Takács          | 117,5 kg | Tanja Dimitrova    | 102,5 kg |
| Totale   | Li Hongling     | 210,0 kg | Mária Takács          | 205,0 kg | Tanja Dimitrova    | 195,0 kg |
| 82,5 kg  |                 |          |                       |          |                    |          |
| Strappo  | Karyn Marshall  | 95,0 kg  | Erika Takács          | 90,0 kg  | Milena Mileskova   | 90,0 kg  |
| Slancio  | Karyn Marshall  | 125,0 kg | Erika Takács          | 117,5 kg | Judy Oakes         | 112,5 kg |
| Totale   | Karyn Marshall  | 220,0 kg | Erika Takács          | 207,5 kg | Milena Mileskova   | 202,5 kg |
| +82,5 kg |                 |          |                       |          |                    |          |
| Strappo  | Han Changmei    | 90,0 kg  | Becky Levi            | 87,5 kg  | Snežana Vasileva   | 85,0 kg  |
| Slancio  | Han Changmei    | 120,0 kg | Becky Levi            | 110,0 kg | Snežana Vasileva   | 100,0 kg |
| Totale   | Han Changmei    | 210,0 kg | Becky Levi            | 197,5 kg | Snežana Vasileva   | 185,0 kg |

## Medagliere

### Grandi (totale)
Riferito al totale dell'esercizio: 7 nazioni sono entrate nel medagliere.
| Posiz. | Nazione       | Oro | Argento | Bronzo | Totale |
| ------ | ------------- | --- | ------- | ------ | ------ |
| 1      | Cina          | 8   | 1       | 0      | 9      |
| 2      | Stati Uniti   | 1   | 3       | 2      | 6      |
| 3      | Ungheria      | 0   | 3       | 0      | 3      |
| 4      | Bulgaria      | 0   | 1       | 5      | 6      |
| 5      | Corea del Sud | 0   | 1       | 0      | 1      |
| 6      | Francia       | 0   | 0       | 1      | 1      |
| 6      | Spagna        | 0   | 0       | 1      | 1      |
| Totale | Totale        | 9   | 9       | 9      | 27     |

### Grandi (totale) e Piccole (Strappo e Slancio)
Riferito al totale dell'esercizio e delle due specialità: 8 nazioni sono entrate nel medagliere.
| Posiz. | Nazione       | Oro | Argento | Bronzo | Totale |
| ------ | ------------- | --- | ------- | ------ | ------ |
| 1      | Cina          | 22  | 4       | 1      | 27     |
| 2      | Stati Uniti   | 4   | 7       | 7      | 18     |
| 3      | Bulgaria      | 1   | 5       | 10     | 16     |
| 4      | Ungheria      | 0   | 7       | 2      | 9      |
| 5      | Regno Unito   | 0   | 2       | 1      | 3      |
| 6      | Corea del Sud | 0   | 2       | 0      | 2      |
| 7      | Spagna        | 0   | 0       | 3      | 3      |
| 7      | Francia       | 0   | 0       | 3      | 3      |
| Totale | Totale        | 27  | 27      | 27     | 81     |